# خلوت (تصوف)
خلوت (به عربی: خلوة) همچنین خلوت؛ روشن شده. «تنهایی»؛ معانی متعددی در تصوف، فقه اسلامی و مذهب دروزی دارد که به نوعی از مفهوم تنها بودن یا کناره‌گیری از دنیا سرچشمه می‌گیرد.

## خلوت حقیقی
خلوت حقیقی عبارت از ترک مألوفات و محسوسات و قطع خواطر وهمی و خیالی است، پس اگر شخصی در خانه ای خالی باشد و ترک مألوفات نکرده باشد و خواطر شیطانی او که عبارت از عمل قوّه وهمی و خیالی است قطع نشده، او در فرقت است نه در خلوت.

## اهل خلوت
اهل خلوت، از محسوسات غایب شده و قطع علاقه از متاع دنیا و از اغیار کنند تا آنکه بعضی از حقایق امور غیبی برای آنها مکشوف گردد.